# Joe Mondragon
Joseph “Joe” Mondragon (* 2. Februar 1920 in Los Angeles, Kalifornien; † Juli 1987 in San Juan Pueblo, New Mexico) war ein US-amerikanischer Bassist des Modern Jazz.

## Leben
Joe Mondragon spielte zu Beginn seiner Karriere bei Woody Herman 1946, außerdem mit Boyd Raeburn, Bob Gordon und Charlie Barnet. Er war in den 1950er Jahren mit Monty Budwig und Carson Smith einer der gefragtesten freelance-Bassisten der amerikanischen Westküste. Er spielte u. a. mit Georgie Auld, Chet Baker, Bob Cooper, Buddy DeFranco, Harry Sweets Edison, Ella Fitzgerald, Shelly Manne, Gerry Mulligan, Marty Paich, Art Pepper, Buddy Rich, Shorty Rogers und Bud Shank.

## Auswahldiskographie
- Chet Baker: With Strings (Columbia, 1953–54), The Best of Chet Baker Sings (Pacific Jazz 1953–56),The Best of Chet Baker Plays (Pacific Jazz 1953–56)
- Clifford Brown: The Complete Blue Note & Pacific Jazz Sessions (Blue Note Records, 1953–54)
- Ella Fitzgerald: Sings The Duke Ellington Songbook (Verve, 1956/57)
- Herb Ellis & Jimmy Giuffre: Herb Ellis Meets Jimmy Giuffre
- Woody Herman: Keeper Of The Flame (Capitol, 1948–49)
- Lee Konitz / Gerry Mulligan Quartet: Konitz Meets Mulligan (Capitol Jazz)
- Art Pepper: Modern Jazz Classics (OJC, 1959)
- Shorty Rogers: Collaboration (RCA, 1954), Chances Are, It Swings (RCA, 1958), The Wizard Of Oz (RCA, 1959), The Swinging Nutcracker (RCA, 1960)